# プロテインキナーゼR
プロテインキナーゼR (protein kinase R, PKR) は、ヒトではEIF2AK2遺伝子にコードされている酵素（キナーゼ）で、ウイルス感染からの保護を行う。protein kinase RNA-activated、interferon-induced double-stranded RNA-activated protein kinase、eukaryotic translation initiation factor 2-alpha kinase 2 (EIF2AK2) などの別名でも知られる。

## 作用機構
PKRは二本鎖RNA (double stranded RNA, dsRNA) によって活性化されるが、これはウイルス感染によって細胞内にもたらされるものである。また、PKRはPACTと呼ばれるタンパク質やヘパリンによっても活性化される。PKRはN末端の二本鎖RNA結合ドメイン (dsRNA binding domain, dsRBD) とC末端のキナーゼドメインから構成され、キナーゼドメインはアポトーシス促進機能をPKRに付与している。dsRBDは、保存された二本鎖RNA結合モチーフが2つタンデム（直列）に並んだ構成となっており、それぞれのモチーフはdsRBM1、dsRBM2と呼ばれる。PKRはインターフェロンによって不活性状態で発現誘導される。dsRNAへの結合によってPKRは二量体化し、引き続いて起こる自己リン酸化反応によって活性化されると考えられている。ウイルス感染下では、ウイルスの複製と遺伝子発現によって作り出されたdsRNAがN末端ドメインに結合し、PKRを活性化する。活性化が起こると、PKRは真核生物翻訳開始因子eIF2αをリン酸化できるようになる。これによって細胞内のmRNAの翻訳は阻害され、したがってウイルスタンパク質の合成も防がれることとなる。eIF2αは一般的なAUGコドンからの翻訳開始に関与しているので、eIF2αがリン酸化されているときはAUG以外からの翻訳開始が代わりに行われる。AUG以外からの翻訳開始を利用するmRNAの例としては、熱ショックタンパク質のmRNAなどが挙げられる。活性型PKRは、転写因子NF-κBの阻害サブユニットであるIκBをリン酸化することで、NF-κBを活性化する。活性化されたNF-κBはインターフェロン型のサイトカインの発現を活性化し、局所的な抗ウイルスシグナルの拡散を行う。また、活性型PKRは、細胞周期と代謝を調節するがん抑制遺伝子PP2Aを活性化することができる。活性型PKRは、ウイルスがさらに拡散されることを防ぐために、複雑な機構を通じてアポトーシスを誘導することもできる。

## PKRストレス経路
PKRは病原体、栄養素の欠乏、サイトカイン、放射線、機械的ストレス、小胞体ストレスなど、さまざまなストレスシグナルに対する細胞応答の中核である。PKR経路は、JNK、p38、NF-κB、PP2A、eIF2αのリン酸化など、他のストレス経路を活性化することでストレス応答を導く。フォールディングしていないタンパク質が過剰に存在することで引き起こされる小胞体ストレスは炎症応答を誘導する。PKRは、IKK、JNK、eIF2α、インスリン受容体といった炎症に関与するいくつかの因子と相互作用することでこの応答に寄与する。代謝が要因となって活性化された炎症複合体は、metabolic inflammasome または metaflammasome と呼ばれる。

## PKRに対するウイルスの免疫回避機構
ウイルスはPKRに対抗するために多くの機構を発達させており、PKRに結合して活性化を防ぐdecoy dsRNAの産生、PKRの分解、ウイルスdsRNAのマスキング、PKRの二量体化の防止、基質の脱リン酸化、PKRが結合する偽基質の産生などが行われている。
例えば、エプスタイン・バール・ウイルス（EBウイルス）はEBER遺伝子からdecoy dsRNAを産生する。これによってバーキットリンパ腫、ホジキンリンパ腫、上咽頭がん、さまざまな種類の白血病といったがんが誘導されている。
| 防御機構              | ウイルス               | 分子    |
| --------------------- | ---------------------- | ------- |
| decoy dsRNA           | アデノウイルス         | VAI RNA |
| decoy dsRNA           | EBウイルス             | EBER    |
| decoy dsRNA           | HIV                    | TAR?    |
| PKRの分解             | ポリオウイルス         | 2Apro?  |
| ウイルスdsRNAのマスク | ワクシニアウイルス     | E3L     |
| ウイルスdsRNAのマスク | レオウイルス           | σ3      |
| ウイルスdsRNAのマスク | インフルエンザウイルス | NS1     |
| 二量体化の防止        | インフルエンザウイルス | p58IPK  |
| 二量体化の防止        | C型肝炎ウイルス        | NS5A    |
| 偽基質                | ワクシニアウイルス     | K3L     |
| 偽基質                | HIV                    | Tat     |
| 基質の脱リン酸化      | 単純ヘルペスウイルス   | ICP34.5 |

## 記憶と学習
PKRのノックアウトや阻害によって、マウスの記憶や学習能力は向上する。

## 神経変性疾患
アルツハイマー病 (AD) 患者の海馬および前頭皮質の変性した神経細胞において、リン酸化PKRとeIF2αに対する免疫染色マーカーが増加していることが2002年に初めて報告され、PKRとADの関連性が示唆された。加えて、これらの神経細胞の多くはリン酸化タウタンパク質に対する抗体でも免疫染色された。活性型PKRは細胞質と核にみつかり、神経細胞のアポトーシスのマーカーと共局在していた。さらなる研究によって、脳脊髄液 (CSF) と血液中のPKRのレベルのAD患者と対照群との比較がなされた。末梢血単核細胞におけるPKRの総量とリン酸化PKR (pPKR) の量が23のAD患者と19の対照とで分析され、PKRに対するpPKRの比率がAD患者では対照群よりも有意に増加していた。CSFのアミロイドベータ (Aβ1-42、Aβ1-40)、タウ (tau)、181番のスレオニンがリン酸化されたタウ (p181tau) といったCSFのバイオマーカーの評価は、臨床研究やCSFの異常やADによる脳病変に対する日常的な検査において有効的に利用されている。ある研究では、ADや健忘型軽度認知機能障害 (amnestic mild cognitive impairment) の被験者ではPKRとpPKRの濃度が増加しており、pPKRの値によってAD患者と対照被験者を91.1%の感度、94.3%の特異度で区別することができると報告された。また、AD患者ではPKRとpPKRのレベルはCSFのp181tauのレベルと相関があった。何人かのAD患者ではCSFのAβ、tau、p181tauのレベルは正常であるが、PKRとpPKRが異常値を示していた。 PKR-eIF2αアポトーシス促進経路は、神経細胞の感受性に応じてさまざまな神経病変を引き起こし、神経変性に関与している。

### PKRとアミロイドβ
AD患者においてPKRの活性化は、β-セクレターゼ1 (BACE1) の抑制解除によってアミロイドベータペプチドの蓄積を引き起こす。通常、BACE1の5'UTRはBACE1遺伝子の発現を阻害している。しかし、eIF2αのリン酸化によってBACE1の5'UTRの阻害効果は逆転し、BACE1の発現が活性化される。eIF2αのリン酸化はPKRによって開始される。単純ヘルペスウイルスなどのウイルス感染や酸化ストレスは、PKR-eIF2α経路を活性化することでBACE1の発現を増加させる。
さらに、AD患者においてBACE1の活性の増加は、アミロイドβ前駆体タンパク質がβ位で切断されたC末端断片 (APP-βCTF) によって誘導されるエンドソームの異常を引き起こす。エンドソームはアミロイドβ前駆体タンパク質 (APP) のプロセシングが極めて活発に行われる部位であり、エンドソームの異常は初期エンドソームの調節因子であるRab5の発現上昇と関連している。これらは、ADに特異的な神経細胞反応として知られている中で最も初期に起こるものである。APP-βCTFレベルの上昇はRab5の過剰な活性化を引き起こす。APP-βCTFはRab5陽性エンドソームにAPPL1を呼び寄せ、活性型であるGTP結合型Rab5を安定化し、その結果、病態と関連して加速されたエンドサイトーシス、エンドソームの膨張、Rab5陽性エンドソームの軸索輸送の選択的阻害が引き起こされる。

### PKRとタウタンパク質のリン酸化
影響を受けた神経細胞において、リン酸化PKRはリン酸化タウタンパク質と共局在していることが報告されている。PP2Aの阻害剤であるオカダ酸はタウのリン酸化、アミロイドベータ (Aβ) の蓄積、そして神経細胞死を増加させることが知られている。また、オカダ酸はPKRのリン酸化を誘導し、そのためeIF2αもリン酸化される。eIF2αのリン酸化はアポトーシスを誘導する転写因子ATF4を誘導し、神経細胞死に寄与する。
GSK-3βはタウのリン酸化を担い、アポトーシスを含むいくつかの細胞機能を制御している。別の研究では、ヒトの神経芽腫細胞へのツニカマイシンまたはAβの投与によって、PKRの活性化が誘導され、GSK-3βの活性化とタウのリン酸化が引き起こされる琴が示されている。その研究ではAD患者の脳の神経細胞では活性化されたPKRとGSK-3βがリン酸化タウと共局在していることが発見された。SH-SY5Y培養細胞では、ツニカマイシンとAβ(1-42)はPKRを活性化し、GSK-3βの活性化の調節を通じてタウのリン酸化とアポトーシスが誘導された。これらの過程は、PKRの阻害剤やPKRに対するsiRNAによって減弱した。PKRは、転写因子との相互作用やGSK-3βの活性化の制御によってストレスシグナルを神経経路へ伝達する重要なシグナル伝達点となっており、ADではこれによって細胞変性が誘導される。

## 胎児性アルコール症候群
PKRは、胎児性アルコール症候群と関連する、エタノール誘導性のタンパク質合成阻害とアポトーシスにも関与している。

## 相互作用
PKRは次の因子と相互作用することが示されている: 
- ASK1[39]
- DNAJC3（英語版）[40]
- ILF3（英語版）[41][42][43][44]
- METAP2（英語版）[45]
- p53[46]
- PPP1CA（英語版）[47]
- PRKRA（英語版）[48][49]
- STAT1[50][51]
- TARBP2（英語版）[52][53]

## 関連文献
- Williams BR (November 1999). “PKR; a sentinel kinase for cellular stress”. Oncogene 18 (45):  6112–20. doi:10.1038/sj.onc.1203127. PMID 10557102.
- García MA, Meurs EF, Esteban M (2007). “The dsRNA protein kinase PKR: virus and cell control”. Biochimie 89 (6-7):  799–811. doi:10.1016/j.biochi.2007.03.001. PMID 17451862.
- Thomis DC, Doohan JP, Samuel CE (May 1992). “Mechanism of interferon action: cDNA structure, expression, and regulation of the interferon-induced, RNA-dependent P1/eIF-2 alpha protein kinase from human cells”. Virology 188 (1):  33–46. doi:10.1016/0042-6822(92)90732-5. PMID 1373553.
- McCormack SJ, Thomis DC, Samuel CE (May 1992). “Mechanism of interferon action: identification of a RNA binding domain within the N-terminal region of the human RNA-dependent P1/eIF-2 alpha protein kinase”. Virology 188 (1):  47–56. doi:10.1016/0042-6822(92)90733-6. PMID 1373554.
- Mellor H, Proud CG (July 1991). “A synthetic peptide substrate for initiation factor-2 kinases”. Biochemical and Biophysical Research Communications 178 (2):  430–7. doi:10.1016/0006-291X(91)90125-Q. PMID 1677563.
- Meurs E, Chong K, Galabru J, Thomas NS, Kerr IM, Williams BR, Hovanessian AG (July 1990). “Molecular cloning and characterization of the human double-stranded RNA-activated protein kinase induced by interferon”. Cell 62 (2):  379–90. doi:10.1016/0092-8674(90)90374-N. PMID 1695551.
- Silverman RH, Sengupta DN (1991). “Translational regulation by HIV leader RNA, TAT, and interferon-inducible enzymes”. Journal of Experimental Pathology 5 (2):  69–77. PMID 1708818.
- Roy S, Katze MG, Parkin NT, Edery I, Hovanessian AG, Sonenberg N (March 1990). “Control of the interferon-induced 68-kilodalton protein kinase by the HIV-1 tat gene product”. Science 247 (4947):  1216–9. doi:10.1126/science.2180064. PMID 2180064.
- McMillan NA, Chun RF, Siderovski DP, Galabru J, Toone WM, Samuel CE, Mak TW, Hovanessian AG, Jeang KT, Williams BR (November 1995). “HIV-1 Tat directly interacts with the interferon-induced, double-stranded RNA-dependent kinase, PKR”. Virology 213 (2):  413–24. doi:10.1006/viro.1995.0014. PMID 7491766.
- Barber GN, Edelhoff S, Katze MG, Disteche CM (June 1993). “Chromosomal assignment of the interferon-inducible double-stranded RNA-dependent protein kinase (PRKR) to human chromosome 2p21-p22 and mouse chromosome 17 E2”. Genomics 16 (3):  765–7. doi:10.1006/geno.1993.1262. PMID 7686883.
- Squire J, Meurs EF, Chong KL, McMillan NA, Hovanessian AG, Williams BR (June 1993). “Localization of the human interferon-induced, ds-RNA activated p68 kinase gene (PRKR) to chromosome 2p21-p22”. Genomics 16 (3):  768–70. doi:10.1006/geno.1993.1263. PMID 7686884.
- Prigmore E, Ahmed S, Best A, Kozma R, Manser E, Segal AW, Lim L (May 1995). “A 68-kDa kinase and NADPH oxidase component p67phox are targets for Cdc42Hs and Rac1 in neutrophils”. The Journal of Biological Chemistry 270 (18):  10717–22. doi:10.1074/jbc.270.18.10717. PMID 7738010.
- Barber GN, Wambach M, Wong ML, Dever TE, Hinnebusch AG, Katze MG (May 1993). “Translational regulation by the interferon-induced double-stranded-RNA-activated 68-kDa protein kinase”. Proceedings of the National Academy of Sciences of the United States of America 90 (10):  4621–5. doi:10.1073/pnas.90.10.4621. PMC 46564. PMID 8099444.
- Chen ZJ, Parent L, Maniatis T (March 1996). “Site-specific phosphorylation of IkappaBalpha by a novel ubiquitination-dependent protein kinase activity”. Cell 84 (6):  853–62. doi:10.1016/S0092-8674(00)81064-8. PMID 8601309.
- Kuhen KL, Shen X, Carlisle ER, Richardson AL, Weier HU, Tanaka H, Samuel CE (August 1996). “Structural organization of the human gene (PKR) encoding an interferon-inducible RNA-dependent protein kinase (PKR) and differences from its mouse homolog”. Genomics 36 (1):  197–201. doi:10.1006/geno.1996.0446. PMID 8812437.
- Taylor DR, Lee SB, Romano PR, Marshak DR, Hinnebusch AG, Esteban M, Mathews MB (November 1996). “Autophosphorylation sites participate in the activation of the double-stranded-RNA-activated protein kinase PKR”. Molecular and Cellular Biology 16 (11):  6295–302. PMC 231632. PMID 8887659.
- Kuhen KL, Shen X, Samuel CE (October 1996). “Mechanism of interferon action sequence of the human interferon-inducible RNA-dependent protein kinase (PKR) deduced from genomic clones”. Gene 178 (1-2):  191–3. doi:10.1016/0378-1119(96)00314-9. PMID 8921913.